# Triclistus rubellus
Triclistus rubellus är en stekelart som beskrevs av Kanetosi Kusigemati 1971. 
Triclistus rubellus ingår i släktet Triclistus och familjen brokparasitsteklar. Inga underarter finns listade i Catalogue of Life.